# Jun Senoue
Jun Senoue (瀬上纯) (Matsushima, 2 de agosto de 1970) é um compositor, guitarrista japonês e principal autor de músicas do Crush 40 e também da série Sonic the Hedgehog. Entre os seus trabalhos notáveis estão Sonic Adventure, Sonic Adventure 2 e Sonic Generations. Atualmente, ele vive em San Francisco, Califórnia, EUA.

## Biografia
Senoue começou a tocar piano aos três anos, enquanto vivia no Japão. Após se mudar para o Panamá com a idade de 12 anos, ele tornou-se dedicado ao rock depois de conhecer a MTV. Ele começou a aprender a tocar guitarra elétrica sozinho com 15 anos, e fez a sua primeira gravação original de banda aos 17 anos.
Depois de se formar na faculdade com uma licenciatura em economia da Universidade Aoyama Gakuin em 1993, Senoue enviou fitas demo para a Namco e a Sega, com ele a juntar-se a Sega mais tarde no mesmo ano. O seu primeiro projeto com a empresa foi em Dark Wizard, onde ele compôs uma medley das músicas do jogo para os créditos. Depois disso, ele escreveu algumas peças de música e jingles para Sonic the Hedgehog 3. Depois de fazer vários projetos na série Sega Worldwide Soccer, e outros títulos como a versão da Mega Drive de Sonic 3D Blast, Senoue foi selecionado para ser o principal compositor e diretor de som de Sonic Adventure em 1998. O sucesso do jogo levou a que o seu nome se tornasse conhecido em todo o mundo, assim como a sua promoção para diretor de som da série.
Após a conclusão de Sonic Adventure, Senoue mudou-se para San Francisco em 1999 e começou a trabalhar em jogos da Sonic Team USA como NASCAR Arcade, Sonic Adventure 2, Sonic Heroes e Shadow the Hedgehog. Em 2007, Senoue compôs três novos arranjos para Outrun 2 SP na PlayStation 2, versão exclusiva no Japão do jogo OutRun 2006: Coast 2 Coast, que incluía covers das faixas da série "Splash Wave" e "Rush a Difficulty", e uma faixa original intitulada "Lift You Up!". Também em 2007, Senoue arranjou e interpretou "Angel Island Zone" de Sonic the Hedgehog 3 para o Super Smash Bros. Brawl.
Em 2009, Senoue anunciou um álbum de compilação intitulado The Works. Contendo apenas três musicas relacionadas com o Sonic the Hedgehog, contém sobretudo obras mais obscuras que ele compôs para outros jogos. O álbum foi lançado em 21 de outubro de 2009.Nesse mesmo ano Senoue trabalhou com a banda Hardline do vocalista dos Crush 40 Johnny Gioeli ao fazer o solo para a música "Before This" do álbum "Leaving the End Open". Posteriormente, Senoue trabalhou como diretor de som, compositor, e arranjador para Sonic the Hedgehog 4: Episode I e Episode II, e Sonic Generations.
Num evento para fãs do Sonic em Joypolis, um parque temático da Sega, em Dezembro de 2015, Senoue anunciou uma sequela do álbum The Works, intitulada The Works II. O álbum foi lançado em 24 de fevereiro de 2016.